# Camptoceras hirasei
Camptoceras hirasei је пуж из реда Hygrophila и фамилије Planorbidae.

## Угроженост
Подаци о распрострањености ове врсте су недовољни.

## Распрострањење
Ареал врсте је ограничен на једну државу. 
Јапан је једино познато природно станиште врсте.

## Станиште
Станиште врсте су слатководна подручја.